# 아우로라

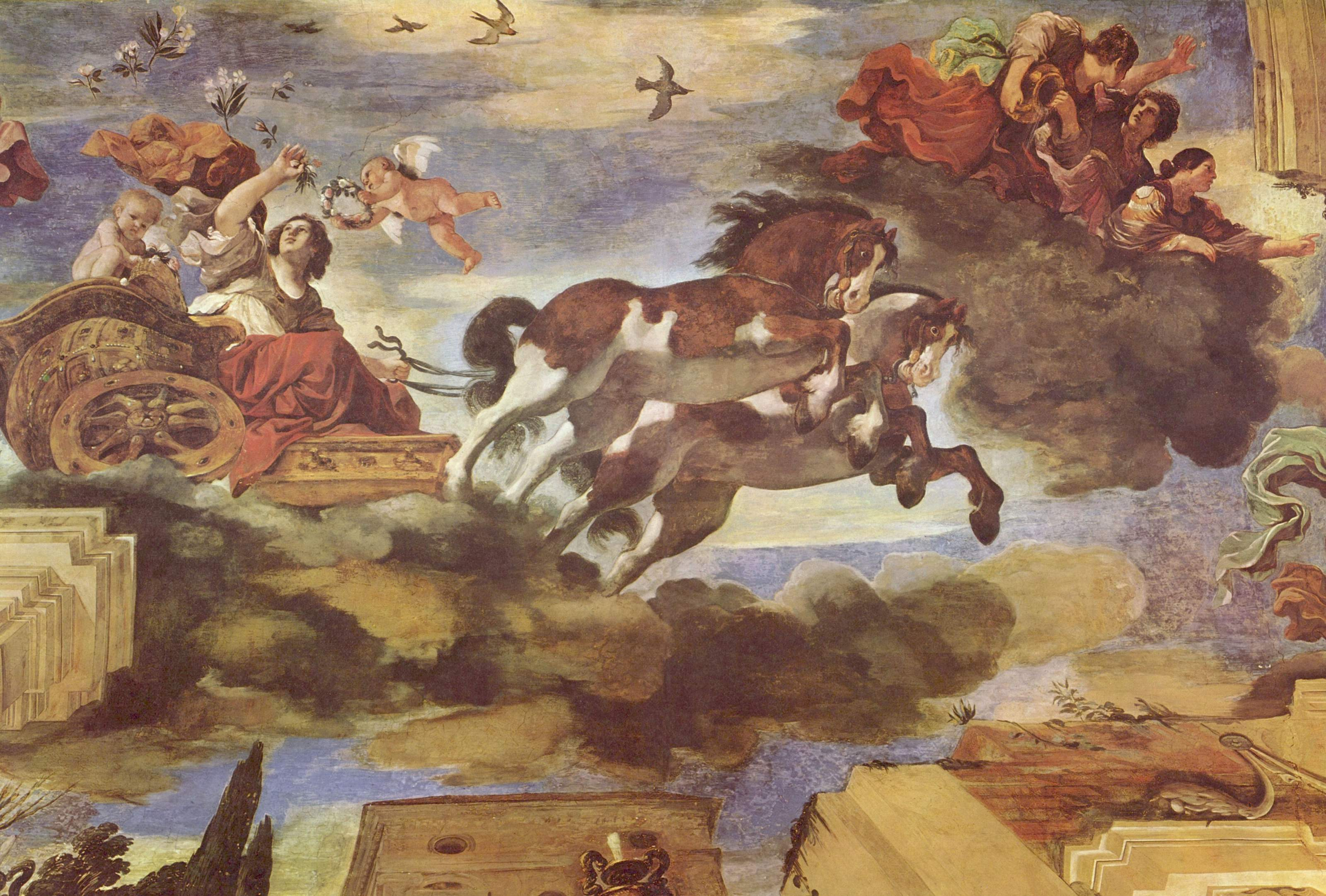
아우로라, 구에르치노(Guercino), 1621-23. 로마 카시노 루도비시(Casino Ludovisi)의 천장 프레스코. 바로크 환상 회화 기법(Baroque illusionistic painting)의 고전적인 예

오로라(Aurora)는 로마 신화에서 여명 또는 새벽의 여신이다. 오로라는 그리스 신화의 에오스(그리스어: Ἠώς 또는 Ἕως, 영어: Eos)에 해당한다. 솔, 루나와 남매지간이며, 그리스 신화의 에오스와 동일시되었다. 오로라의 au-는 황금빛을 뜻하는 단어에서 기원했는데 새벽에 태양이 밝아올 때 태양으로부터 햇빛이 들어올 때 붉은 황금빛이 동틀녘 하늘을 채운다 하여 붙여진 이름이다. 새벽 오로라는 금색과 붉은빛깔 음영진 머리타래를 하고 태양신 전차를 몰고 있다. 새벽의 여신 에오스(로마 신화의 오로라)는 라그레네의 회화 <서둘러 떠나는 오로라>에서 사랑에 집착하는 정열적 여성 유형이 강조되어 묘사된다.

## 같이 보기
- 에오스
- 조랴